# Bob Santini
Robert Santini, detto Bob (New York, 17 febbraio 1932), è un ex cestista statunitense.
Ha giocato in NBA con i New York Knicks nel 1955-56.

## Carriera
Dopo aver frequentato la St. Simon-Stock High School, giocò nella squadra dello Iona College di New York fino al 1953. Venne poi scelto al terzo giro del Draft NBA 1953 dai New York Knicks, ma fu costretto a rinunciare alla carriera in NBA perché fu arruolato nello US Army.
Terminato il periodo militare, giocò brevemente con i Knicks, ma lasciò il basket per dedicarsi all'insegnamento.